# Triglas
Triglas ist eine Ortschaft und eine Katastralgemeinde der Marktgemeinde Kautzen im Bezirk Waidhofen an der Thaya im niederösterreichischen Waldviertel mit 47 Einwohnern (Stand 1. Jänner 2024).

## Geografie
Südlich von Kautzen und am Reutbach gelegen, der hier durch Zusammenfluss von Kautzenbach und Altbach entsteht, ist das Dorf durch die Landesstraße L8169 erreichbar. Zur Ortschaft zählt auch die Triglasmühle weiter südlich. Am 1. April 2020 umfasste die Ortschaft insgesamt 29 Adressen.

## Geschichte
Die hiesigen Einwohner waren mittelmäßig bestiftete Landbauern, die Ackerbau und Viehwirtschaft betrieben; weiters bot auch die Baumwollweberei vielfältige Beschäftigungen, fasste Schweickhardt die wirtschaftlichen Verhältnisse des 19. Jahrhunderts zusammen.
Im Jahr 1822 wurde der Ort als Dorf mit 24 Häusern genannt, das nach Kautzen eingepfarrt war, wohin auch die Kinder eingeschult wurden. Die Herrschaft Dobersberg besaß die Ortsobrigkeit, übte die Landgerichtsbarkeit aus und besorgte die Konskription. Die Untertanen und Grundholde des Ortes gehörten den Herrschaften Dobersberg und Peygarten. Laut Adressbuch von Österreich waren im Jahr 1938 in Triglas ein Gastwirt, ein Müller und ein Tischler ansässig.